# Eleições gerais em Moçambique em 2014
As eleições gerais em Moçambique em 2014 corresponderam ao quinto pleito presidencial e legislativo, bem como as segundas eleições provinciais moçambicanas. Realizadas em 15 de Outubro de 2014, resultou na vitória de Filipe Nyusi para presidente, candidato governista da FRELIMO, a qual manteve também a maioria dos assentos parlamentares.

## Sistema eleitoral
O Presidente de Moçambique é eleito através do sistema eleitoral a duas voltas. O presidente em exercício, Armando Guebuza, estava impedido pela constituição de se candidatar a um terceiro mandato.
Os 250 membros da Assembleia da República de Moçambique foram eleitos em 11 círculos eleitorais com representantes múltiplos, correspondentes às províncias de Moçambique, e em dois círculos suplementares de representantes únicos, em representação dos cidadãos moçambicanos em África e na Europa. A distribuição de lugares em cada círculo teve por base a representação proporcional usando o método D'Hondt, com uma cláusula de barreira de 5%.

## Resultados[4]

### Presidência
| Candidato                                | Candidato                          | Partido                            | Votos                | %     |
| ---------------------------------------- | ---------------------------------- | ---------------------------------- | -------------------- | ----- |
|                                          | Filipe Nyusi                       | FRELIMO                            | 2.778.497            | 57,03 |
|                                          | Afonso Dhlakama                    | RENAMO                             | 1.783.382            | 36,61 |
|                                          | Daviz Simango                      | MDM                                | 309.925              | 6,36  |
| Votos nulos/em branco                    | Votos nulos/em branco              | Votos nulos/em branco              | 171.675/290.186      | –     |
| Total                                    | Total                              | Total                              |                      | 100   |
| Eleitores recenseados/participação       | Eleitores recenseados/participação | Eleitores recenseados/participação | 10.964.978/5.333.665 |       |
| Fonte: Agência de Notícias de Moçambique |                                    |                                    |                      |       |

### Assembleia
| Partido                                  | Votos           | % | Lugares | +/– |
| ---------------------------------------- | --------------- | - | ------- | --- |
| FRELIMO                                  | 2.575.995       |   | 144     | –47 |
| RENAMO                                   | 1.495.137       |   | 89      | +38 |
| MDM                                      | 384.538         |   | 17      | +9  |
| Outros partidos                          |                 |   | 0       | 0   |
| Votos nulos/em branco                    | 252.535/458.919 | – | –       | –   |
| Total                                    |                 |   | 250     |     |
| Eleitores recenseados/participação       | 10.964.785      |   | –       | –   |
| Fonte: Agência de Notícias de Moçambique |                 |   |         |     |